# Egoisme
L'egoisme (del llatí ego, jo) és un excessiu amor per un mateix que fa atendre únicament a l'interès propi, fins i tot podent causar mal als altres.
A la teoria ètica s'empra egoisme com el mateix interès com a fi de l'acció moral (oposat a altruisme), i en filosofia és equivalent al Solipsisme (doctrina segons la qual l'únic existent és la pròpia consciència i els seus continguts, i aquesta manca de tota possibilitat de transcendir el seu propi àmbit).

## Egoisme racional
L'egoisme racional és una postura ètica proposada per diverses filosofies que abasten diferents perspectives teòriques i diferents espectres polítics.
L'egoisme racional, en general, es fonamenta en la idea que cal preocupar-se per un mateix, pels seus propis interessos o pel seu propi benestar, seguretat… considerant-ho com a postura racional, raonable i fins i tot comprensible i recomanable.
En alguns casos és tolerat o proposat per corrents tan diferents com són l'aristotelisme, el personalisme i l'objectivisme. En el cas de l'objectivisme, el concepte d'egoisme racional és més ample i elaborat, i fins i tot més difós que en els altres casos amb els quals sol diferir força en les implicacions ètiques, econòmiques i polítiques de les diferents definicions.